# Country – Get Me Back to Tennessee
Country – Get Me Back to Tennessee ist das 38. Studioalbum des österreichischen Schlagersängers Freddy Quinn. Es erschien 1981 unter dem Musiklabel Polydor.

## Titelliste
Das Album beinhaltet folgende zwölf Titel:
- Seite 1

1. Get Me Back to Tennessee
2. I May Fall Again
3. All I Want Is You to Need Me Too
4. Saturday’s Gone
5. Six Days on the Road (im Original von Paul Davis, 1961[3])
6. Loreen

- Seite 2

1. The Road Away from Love
2. Making Believe (im Original von Jimmy Work, 1954[4])
3. How Come It Took So Long to Say Goodbye
4. A Game I Can’t Afford to Lose
5. Play Me a Love Song Tonight
6. Dan D. Derby